# Света Луција на Светском првенству у атлетици на отвореном 2019.
Света Луција је учествовала на 17. Светском првенству у атлетици на отвореном 2019. одржаном у Дохи од 27. септембра до 6. октобра седамнаести пут, односно, учествовала је на свим првенствима до данас. Репрезентацију Свете Луције представљала су 2 такмичара (1 мушкарац и 1 жена) који се такмичили у 2 дисциплине (1 мушка и 1 женска).,.
На овом првенству такмичари Свете Луције нису освојили ниједну медаљу нити су остварили неки резултат.

## Учесници
| Мушкарци: - Алберт Рејнолдс — Бацање копља | Жене: - Леверн Спенсер — Скок увис |

## Резултати

### Мушкарци
| Атлетичар       | Дисциплина   | Лични рекорд | Квалификације | Квалификације | Полуфинале | Полуфинале | Финале               | Финале       | Детаљи |
| Атлетичар       | Дисциплина   | Лични рекорд | Резултат      | Место         | Резултат   | Место      | Резултат             | Место        | Детаљи |
| --------------- | ------------ | ------------ | ------------- | ------------- | ---------- | ---------- | -------------------- | ------------ | ------ |
| Алберт Рејнолдс | Бацање копља | 82,19 НР     | 73,91         | 15. у гр. А   |            |            | Није се квалификовао | 29 / 30 (32) |        |

### Жене
| Атлетичарка    | Дисциплина | Лични рекорд | Квалификације | Квалификације | Полуфинале | Полуфинале | Финале                | Финале  | Детаљи |
| Атлетичарка    | Дисциплина | Лични рекорд | Резултат      | Место         | Резултат   | Место      | Резултат              | Место   | Детаљи |
| -------------- | ---------- | ------------ | ------------- | ------------- | ---------- | ---------- | --------------------- | ------- | ------ |
| Леверн Спенсер | скок увис  | 1,98 НР      | 1,92          | 5. у гр. Б    |            |            | Није се квалификовала | 13 / 30 |        |